# April (film fra 2024)
April er en film fra 2024 af Déa Kulumbegashvili.

## Medvirkende
- Ia Sukhitashvili
- Kakha Kintsurashvili
- Merab Ninidse